# Societas pro Fauna et Flora Fennica
Societas pro Fauna et Flora Fennica är ett zoologiskt och botaniskt sällskap.
Societas pro Fauna et Flora Fennica är Finlands äldsta vetenskapliga organisation och är grundad 1 november 1821 i Åbo under ledning av Carl Reinhold Sahlberg. År 1829 flyttades den till Helsingfors. År 1851 donerade föreningen sina samlingar i zoologi och botanik till Helsingfors universitet. 
Från 1921 har syftet varit att gynna kunskap och forskning i Finlands flora och fauna.